# Eduardo Gurbindo
Eduardo Gurbindo Martínez (ur. 8 listopada 1987 w Pampelunie) – hiszpański piłkarz ręczny, reprezentant kraju grający na pozycji prawego rozgrywającego. Obecnie występuje w drużynie CS Dinamo Bukareszt.
W 2011 r. zdobył brązowy medal mistrzostw świata.

## Sukcesy

### klubowe
- mistrzostwo Hiszpanii  2005

### reprezentacyjne
- brązowy medal mistrzostw świata  2011